# Twelve Moons
Twelve Moons è un album del sassofonista norvegese Jan Garbarek, pubblicato nel 1993.

## Tracce
1. Twelve Moons (Part one: Winter-Summer; Part two: Summer-Winter)
2. Psalm
3. Brother Wind March
4. There Were Swallows...
5. The Tall Tear Trees
6. Arietta
7. Gautes-Margjit
8. Darvánan
9. Huhai
10. Witchi-Tai-To

## Musicisti
- Jan Garbarek - sassofono soprano e tenore
- Rainer Brüninghaus - tastiere
- Eberhard Weber - basso
- Manu Katché - percussioni
- Marilyn Mazur - percussioni
- Agnes Buen Garnås - coro
- Mari Boine - coro